# Mega Piranha
Pour les articles homonymes, voir Megapiranha.
Pour plus de détails, voir Fiche technique et Distribution.
Mega Piranha est un téléfilm d'horreur américain écrit et réalisé par Eric Forsberg, et diffusé le 10 avril 2010 sur Syfy. C'est un mockbuster du film Piranha 3D d'Alexandre Aja.

## Synopsis
L'ambassadeur des États-Unis au Venezuela est tué sur l'Orénoque avec le ministre des affaires étrangères vénézuélien. Le département d'État, craignant un attentat et un coup d'État communiste, envoie Jason Fitch enquêter sur place. Malgré l'hostilité du colonel Diaz, Fitch parvient à rencontrer Sarah Monroe qui est généticienne et dont les piranhas génétiquement modifiés (Serrasalmus giganteus) se sont échappés, ont grossi et ont mangé l'ambassadeur. Les piranhas sont contenus par un barrage de branchages qu'il faudrait renforcer, mais Diaz bombarde les piranhas et fait sauter le barrage, permettant aux poissons survivants de descendre la rivière. Il profite de l'occasion pour fermer le laboratoire de Monroe et arrêter les chercheurs.
Fitch les fait évader et arrange un rendez-vous avec un bâtiment de guerre de l'US Navy qui doit tirer au canon dans le banc de piranhas au moment où il doit atteindre la limite de salinité des eaux depuis les eaux internationales. Mais les piranhas, qui sont ordinairement des poissons d'eau douce, poursuivent leur chemin en mer et coulent le bateau. Fitch et les chercheurs échappent à Diaz en volant un hélicoptère vénézuélien et rejoignent l’International Super Bunker, un bunker off-shore. Un sous-marin nucléaire est envoyé pour détruire les piranhas à la bombe atomique, sans effet. Les piranhas coulent le sous-marin.
Alors que les piranhas atteignent la Floride, un commando de SEAL mené par Fitch plonge pour blesser un piranha et le faire dévorer par les autres, mais les piranhas résistent aux balles. Pendant ce temps, Diaz est revenu en hélicoptère et récupère Fitch qui parvient à nouveau à s'échapper en sautant de l'hélicoptère alors que celui-ci est gobé par un piranha. Puis il fait exploser l'hélicoptère dans la gueule du poisson en tirant dessus, ce qui le décapite. Les piranhas, attirés par le sang, arrêtent de ravager la Floride et viennent s'entre-dévorer.

## Fiche technique
- Titre original : Mega Piranha
- Réalisation : Eric Forsberg
- Scénario : Eric Forsberg
- Direction artistique : Marissa Leguizamon
- Décors : Chad DeMers
- Costumes : Gregory Paul Smith
- Photographie : Bryan Olinger
- Montage : Bill Parker
- Musique : Chris Ridenhour
- Production : David Michael Latt
- Société de production : The Asylum
- Sociétés de distribution : Universal Pictures
- Pays d'origine :  États-Unis
- Langue originale : anglais, espagnol
- Format : couleur - 1.85:1 - Dolby Digital - {35 mm
- Genre : Fantastique, film d'horreur
- Durée : 92 minutes
- Date de sortie :
  -  États-Unis : 21 août 2009
  -  France : 23 novembre 2010 (DVD)
  -  Belgique : janvier 2011

## Distribution
- Paul Logan : Jason Fitch
- Tiffany : Sarah Monroe
- Barry Williams (en) : Bob Grady
- David Labiosa (en) : Colonel Antonio Diaz
- Jude Gerard Prest : Dr Brian Higgins
- Jesse Daly : Dr Eli Gordon
- Cooper Harris : Lieutenant Julia
- William Morse : Lieutenant Stritch
- Clint Browning : Capitaine Jonas
- Paolla Oliveira : Annie
- Emily Kinney : Angelique
- Melinda Dillon : Capitaine Paola
- Darren McGavin : Capitaine DJ

## Accueil
Mega Piranha est un mockbuster de Piranha 3D, rassemblant environ 2,2 millions de téléspectateurs sur Syfy, ce qui en fait le film le plus regardé de la chaîne de l'année.